# Petra Budke
Petra Budke (* 3. November 1958 in Bielefeld) ist eine deutsche Politikerin der Partei Bündnis 90/Die Grünen. Sie war Vorsitzende des Landesverbandes Brandenburg von 2013 bis 2019. Von 2019 bis 2024 war sie Abgeordnete im Landtag Brandenburg und Fraktionsvorsitzende der grünen Landtagsfraktion.

## Leben
Budke wuchs in Münster auf. Sie studierte Vergleichende Literaturwissenschaft in Paris und San Francisco und zog danach nach West-Berlin. 1988 nahm sie eine Anstellung als Lehrerin am Goethe-Institut an, wo sie unter anderem mit der Leitung von Fortbildungsseminaren für ausländische Deutschlehrer und Multiplikatoren betraut wurde.

## Politik
Petra Budke kam Ende der 1970er Jahre durch die Anti-Atomkraft- und die Friedensbewegung zur Politik. Sie war bei den Demonstrationen in Brokdorf, Wackersdorf und im Bonner Hofgarten dabei.
Nach dem Studium trat sie in Berlin der Alternativen Liste bei und war in der Bezirksgruppe Charlottenburg aktiv. Nach ihrem Umzug ins Havelland engagiert sie sich in bildungs- und kulturpolitischen Initiativen der Grünen vor Ort. 2008 wurde Budke Mitglied in der Gemeindevertretung Dallgow-Döberitz und 2010 im Landesvorstand der Grünen Brandenburg, zunächst als Beisitzerin und von November 2013 bis Dezember 2019 als Landesvorsitzende zusammen mit Clemens Rostock.
Sie wurde von ihrer Partei für die Landratswahl im Landkreis Havelland am 10. April 2016 nominiert, wo sie Fünfte wurde. Am 29. September 2016 wurde sie zur Direktkandidatin der Grünen im Wahlkreis 58 zur Bundestagswahl am 24. September 2017 gewählt. Außerdem hatte sie zur Bundestagswahl den Listenplatz 3 der Grünen in Brandenburg inne.
Sie ist eine der beiden Sprecherinnen der grünen Bundesarbeitsgemeinschaft Kinder, Jugend und Familie.
Zur Landtagswahl 2019 stand sie auf dem Listenplatz 5 ihrer Partei und wurde somit in den Landtag Brandenburg gewählt. Dort war sie Fraktionsvorsitzende der Grünen sowie Sprecherin für Bildung, Kinder, Sport, Medien und Religion Bei der Landtagswahl 2024 zogen die Grünen nicht mehr in den Landtag ein; Budke schied somit aus dem Landtag aus.

## Privatleben
Budke ist verheiratet und zog 2003 mit ihrem Mann und drei Kindern nach Dallgow-Döberitz (Landkreis Havelland). Eines ihrer Kinder ist Ricarda Budke, ebenfalls Landtagsabgeordnete in Brandenburg.

## Schriften
- Mit Jutta Schulze: Schriftstellerinnen in Berlin 1871 bis 1945: ein Lexikon zu Leben und Werk. Berlin: Orlanda-Frauenverlag 1995, ISBN 3-929823-22-5. Zugl. Teildr. von: Berlin, Freie Univ., Diss.